# Elektra (ópera)
Elektra, ópera em um ato de Richard Strauss, com libreto de Hugo von Hofmannsthal. Estreou a 25 de janeiro de 1909 no Königliches Opernhaus de Dresden.
Elektra marca o início da colaboração entre Richard Strauss e o poeta Hugo von Hofmannsthal, colaboração muito frutífera esta, que renderia mais cinco óperas, consideradas por muitos críticos como as melhores do compositor, e duraria até a morte de Hofmannsthal, ocorrida em 1929. A abundante correspondência entre os dois abre uma janela para o processo de criação artística de duas personalidades que se completavam com rara felicidade.

## Personagens
| Elektra, filha de Agamenon, rei de Micenas                         | soprano dramático       |
| Klytämnestra, mãe de Elektra, viúva de Agamenon e amante de Egisto | mezzo-soprano dramático |
| Aegisth (Egisto), padrasto de Elektra                              | tenor dramático         |
| Chrysotemis, irmã de Elektra                                       | soprano dramático       |
| Orestes, irmão de Elektra                                          | barítono dramático      |
| Der Pfleger (o preceptor de Orestes)                               | baixo                   |
| Servos da casa real                                                |                         |

## Sinopse
A ação se passa em Micenas, logo após a Guerra de Troia.
Sinopse: A Guerra de Troia acabou. Ao voltar para casa, um dos heróis dessa guerra, Agamenon, rei de Micenas, ao invés de ser recebido como um herói, é assassinado pela própria esposa, Clitenestra, com a ajuda do amante desta, Egisto. Louca de ódio, Electra, uma das filhas do casal, nutre no peito o desejo de matar a mãe para vingar-se da morte do pai. Ela finalmente realiza seu desejo quando retorna secretamente à casa seu irmão Orestes, que havia sido banido pelo casal assassino. Sendo um membro da raça maldita dos Atridas, porém, Electra está destinada a nunca encontrar a paz.

### Ato Único
Cena: O Palácio Real de Micenas, residência de Agamenon
No pátio do palácio, enquanto retiram água do poço e cuidam dos seus afazeres domésticos, servas comentam o estranho comportamento de Electra. Todos os dias, por volta das cinco da tarde, hora em que seu pai foi assassinado por Egisto, o homem que agora compartilha o leito de sua mãe, ela emite gritos lancinantes que fazem tremer as paredes do palácio. Todos falam mal dela, com exceção de uma única serva, que a defende: Eu quero me ajoelhar diante dela (Ich will vor ihr mich niederwerfen) e lhe beijar os pés. Não existe ser no mundo mais nobre do que ela. Por acaso é justo que uma filha de rei seja tratada assim? Não viram o Egisto bater nela? A verdade é que ninguém, ninguém neste palácio tem coragem de olhar para ela. A serva dissidente é enxotada para dentro do palácio, onde apanha cruelmente.
Electra aparece, maltrapilha e de aspecto selvagem, escondendo o rosto por entre as mãos, mais parecendo uma fera do que um ser humano. Ela grita o nome do pai: Agamenon! Agamenon! É a hora terrível em que ele foi assassinado, e ela relembra todos os detalhes do crime hediondo: como ele foi abatido a machadadas por Egisto no banho enquanto a mãe assistia, seu corpo nu e ensangüentado sendo arrastado pelo chão. A sede de vingança se apossa dela nesse momento de uma maneira feroz, e ela imagina como dançará de alegria após ver jorrar o sangue da mãe e do padrasto.
Surge Crisótemis, irmã de Electra. Crisótemis conta à sua irmã que Egisto e Clitenestra estão planejando encerrar Electra numa torre onde ela não verá mais nem a luz do sol nem a da lua. Crisótemis não compartilha a fúria vingativa da irmã. Diz que gostaria de fugir daquele lugar e levar uma vida normal, casar, ter filhos; mas infelizmente ela não pode fazer isso porque Clitenestra em sua paranóia mantém as filhas fechadas no palácio como numa prisão e não permite que elas vejam ninguém - tudo por culpa de Electra, de quem a rainha desconfia. Quanto ao irmão Orestes, foi banido ninguém sabe para onde. Ouve-se o ruído de uma procissão ritual, levam facas para o sacrifício de uma besta. Crisótemis suplica à irmã que procure evitar Clitenestra naquele dia, ela está de mau humor. Electra responde que nunca sentiu tanta vontade de falar com a mãe.
Clitenestra aparece. Precocemente envelhecida, ela caminha apoiada numa bengala. Supersticiosa, ela está toda coberta de jóias e pedras preciosas, que não passam de amuletos para afastar a má sorte que parece persegui-la implacavelmente. Ela não consegue dormir direito à noite e tem horríveis pesadelos; uns demônios com bicos pontiagudos lhe sugam o sangue, seu corpo todo apodrece. Já sacrificou bestas sem conta, mas parece que todo o sangue derramado não é suficiente para aplacar a ira dos deuses. Pergunta à filha, que parece ser entendida nesses assuntos, se por acaso existe uma besta especial que, sacrificada, finalmente lhe dará a paz tão almejada. Electra responde que sim, é verdade, basta que a besta correta seja sacrificada e a fúria dos deuses será aplacada. Que tipo de besta seria? pergunta Clitenestra. Uma besta sagrada? Uma besta profana, responde Electra. Uma dessas que estão amarradas? Não, ela está solta, responde Electra. Que tipo de besta seria, indaga Clitenestra. Uma mulher, responde Electra. Uma das minhas servas? Uma menina? Uma virgem? Uma mulher que já conheceu homens? É isso, uma mulher que já conheceu homens, responde Electra. E como deve ser feito o sacrifício? A que horas, do dia ou da noite? A qualquer hora, do dia ou da noite. E quem deve fazer o sacrifício? Um homem, responde Electra. Egisto? Um estranho, ou alguém da casa? Um estranho - e no entanto alguém da casa, responde Electra. Menina, pára de propor enigmas, responde a mãe, perdendo a paciência. E por falar nisso, onde está meu irmão Orestes? retruca Electra. Clitenestra estremece ao ouvir tal nome. Ele perdeu a razão, responde, estão cuidando dele. Já mandei muito ouro para que tratem dele como deve ser tratado um filho de rei. Tu mentes! responde Electra. Mandaste ouro sim, mas foi para que o matassem! Mas queiras ou não queiras, ele vai voltar! Queres saber mesmo? Queres saber mesmo qual é a besta que deve ser sacrificada? Tu mesma! É de teu próprio pescoço que deve jorrar o sangue que vai aplacar a fúria dos deuses! Electra parece ébria de excitação selvagem, enquanto Clitenestra tem os olhos arregalados de terror. Neste momento, porém, uma serva se aproxima e cochicha alguma coisa no ouvido de Clitenestra, que começa a rir, deixando Electra perplexa, sem entender o que está acontecendo. Clitenestra se retira de cena.
Crisótemis chega correndo, ofegante, e conta à irmã a má notícia: Orestes está morto. Electra não acredita. É verdade, diz Crisótemis, dois forasteiros vieram trazer a notícia, um jovem e um velho. Parece que ele foi pisoteado por uns cavalos. Se é verdade, então nós duas vamos ter que fazer o trabalho sozinhas, diz Electra à irmã. Que trabalho? Matar nossa mãe e o Egisto, diz Electra. Deve ser feito esta noite; preciso de tua ajuda. Crisótemis recua horrorizada, mas Electra, abraçando a irmã, tenta seduzi-la a cooperar no ato assassino, cantando uma ária para ela, cheia de ternura e sensualidade - wie stark du bist - como tu és forte! As noites virginais fortificaram teus membros. Crisótemis repele violentamente a irmã e foge apavorada.
Tudo bem, diz Electra, eu faço o trabalho sozinha. Onde foi que eu enterrei aquele machado? Electra começa a cavar o chão com uma pá. Ela mantivera enterrado por sete anos o machado com que fora morto o pai, com o intuito de oferecê-lo a Orestes, quando ele voltasse, para dar morte à mãe. Ela está tão ocupada cavando silenciosamente, que a princípio nem nota o jovem que acaba de aparecer junto ao portão. É seu irmão Orestes. Electra não o reconhece imediatamente, porém. A separação se deu há muitos anos. Pergunta ao intruso o que ele está fazendo ali. Ele responde que é um dos dois estrangeiros que vieram trazer a notícia da morte de Orestes. Fora daqui! responde Electra, quem precisa de arautos de más notícias? A conversação que se segue entre os dois culmina na súbita percepção da parte de Electra de que se trata de seu irmão Orestes - Orest! Orest! - esta é a famosa cena do reconhecimento. Até os cães da casa me reconhecem, e minha própria irmã não me reconhece! exclama Orestes. Tu tens um aspecto terrível, ele nota. Estão te torturando? O que tu vês aqui não passa do cadáver de tua irmã, replica Electra. Orestes explica a que veio. Seu objetivo é o mesmo que o de Electra: matar Clitenestra e Egisto. O preceptor de Orestes se aproxima, um homem velho mas forte, de olhos brilhantes e vigorosos, por quem Orestes tem grande respeito e admiração. Sh! Silêncio! diz ele. Ela está lá dentro com suas servas. Nenhum homem na casa. Agora é a hora! Os dois homens entram no palácio. Oh, não! Eu me esqueci de dar a ele o machado! Não há deuses no céu, geme Electra.
Ouve-se o grito estarrecedor de uma mulher vindo do interior do palácio. Crisótemis e algumas servas aparecem no pátio. O que está acontecendo? pergunta Crisótemis. Provavelmente a rainha está tendo um de seus pesadelos, responde uma serva. Egisto aparece no pátio, o que faz com que as servas e Crisótemis se retirem assustadas. Está ficando escuro. Onde estão os homens que traziam a notícia da morte de Orestes? pergunta Egisto. Estão no interior do palácio, diz Electra, segurando uma tocha e ajudando a guiar Egisto na escuridão para encontrar a porta do palácio, no qual ele entra. Segundos mais tarde, uma das janelas de um piso superior do palácio se abre e ouvimos Egisto gritando: Socorro! Socorro! Assassinos! Estão me matando! Socorro! Ninguém me ouve? Agamenon te ouve! grita Electra, cheia de satisfação. Crisótemis reaparece com vários servos, o pátio se enche de gente, há muito barulho, lutas de espadas: os partidários de Orestes massacram os partidários de Egisto. Os ruídos da guerra de repente se transformam em gritos de júbilo e celebração: a revolução palaciana termina com a vitória do partido de Orestes. Não ouves a música, não ouves a música, diz Electra, cantando sua canção de triunfo. Ela sai de dentro de mim! Possessa de satisfação macabra, ela dança até cair morta.

## Detalhes técnico-musicais
Para esta ópera, Strauss compôs uma partitura moderníssima. Para começar, ele empregou a maior orquestra jamais utilizada numa ópera: exatamente 111 instrumentos. Strauss indicou a número exato de violinos, violas, violoncelos etc. que ele queria, sendo que os violinos, ao invés de serem divididos em primeiros e segundos como são normalmente, são divididos em três grupos, que tornam-se quatro grupos quando os primeiros 6 violistas largam suas violas e passam a tocar violinos no meio da peça. Alguém já disse que a orquestra é a verdadeira estrela de Elektra, mas as partes vocais são todas dificílimas, inclusive as das cinco servas. No século XX, Birgit Nilsson foi a cantora que mais se destacou no papel principal, que exige uma soprano wagneriana potentíssima, e que pouquíssimas cantoras se dispõem a enfrentar: a intensidade histérica constante, aliviada apenas aqui e ali por trechos de melodia mais suave e afetuosa, exige demais das cordas vocais. Tudo é feito para retratar musicalmente a personalidade neurótica de Electra. É aqui que o emprego de dissonâncias encontra sua justificativa dramática. Há abundância de cromatismos e muitos trechos onde a música pula loucamente de uma tonalidade para outra. No entanto, ouve-se com freqüencia uma música de caráter valsante (não chega a ser uma valsa) que aparece várias vezes, como por exemplo quando Electra se lembra afetuosamente de seu pai; quando Crisótemis diz que quer ter filhos; no diálogo entre Clitenestra e sua filha (é quando percebemos que Clitenestra, no fundo, anseia pelo amor da filha. Não há uma só palavra no libreto que diga isto; é a música que nos transmite esta mensagem), na cena do reconhecimento e, finalmente, na dança final de Electra, a dança da morte. O tema de Agamenon perpassa toda a obra, um leitmotiv formado de quatro notas (tantas quanto as sílabas do nome Agamenon), que se ouve logo no começo, com as primeiras três notas em fortissimo na orquestra inteira e a última só na clarineta-baixo, e que se ouvirá mais tarde na voz de Electra. Um tema ao mesmo tempo nobre e sinistro.

## Gravações Recomendadas
- Birgit Nilsson Electra
- Regina Resnik Clitenestra
- Maria Collier Crisótemis
- Tom Krause Orestes
- Gerhard Stolze Egisto
- Orquestra Filarmônica de Viena, regente Georg Solti